# カフエンガ条約
カフエンガ条約(Treaty of Cahuenga)は、カリフォルニアでの米墨戦争を終了させた条約。条約は、トマス・フェリスの6部屋の日干し煉瓦造り家のキッチン・テーブル上で、ジョン・C・フリーモント中佐およびアンドレ・ピコ将軍によって1847年1月13日に調印された。次の1848年のグアダルーペ・イダルゴ条約は、形式的にはアメリカ合衆国へのカリフォルニアの譲渡とメキシコとの交戦状態の終了、紛争の的となっているテキサスの境界を固定した。